# Lepus fagani
La liebre etíope (Lepus fagani) es una especie de mamífero de la familia Leporidae. Fue descrita por primera vez en 1903 por el mastozoólogo británico Oldfield Thomas. El pelaje dorsal es pardo-amarronado, con finas estrías negras. El pelaje ventral es esponjoso y de color blanco. Endémica de Etiopía, se encuentra en la biozona afromontana de Etiopía y en los límites de la biozona de la sabana sudanesa. Está clasificada como especie menos preocupante por la Unión Internacional para la Conservación de la Naturaleza.

## Taxonomía
La liebre etíope es una especie de la familia Leporidae, y no tiene subespecies reconocidas. Pertenece al subgénero Sabanalagus. Fue descrita por primera vez en 1903 por el mastozoólogo británico Oldfield Thomas en las Actas de la Sociedad Zoológica de Londres. Le dio el nombre de Lepus fagani, en honor a Charles E. Fagan, que era el Secretario Adjunto del Museo Británico de Historia Natural. Al describir la taxonomía de la liebre en 1986, Derek Yalden y sus colegas escribieron «su historia nomenclatural ha sido muy confusa».
En 1959 y 1964, respectivamente, Francis Petter [fr] y A. A. Gureev la clasificaron como subespecie de L. crawshayi, que ahora se considera sinónimo menor de L. microtis, la liebre africana de sabana. En 1972, Gordon Barclay Corbet  y Derek Yalden sugirieron que podría ser un sinónimo de L. whytei, actualmente una subespecie de L. microtis. Petter la clasificó entonces como una subespecie de la liebre abisinia (Lepus habessinicus), en 1963. En 1987, Maria Luisa Azzaroli Puccetti reinstauró su estatus como especie independiente, ya que presenta un carácter uniforme en toda su distribución. Desde entonces, figura como especie separada en varias obras publicadas. Al norte del valle del Rift, en las montañas etíopes, la población de la liebre etíope está geográficamente aislada de la de la liebre del Cabo en las tierras bajas circundantes. Flux y Angermann sugirieron que este aislamiento de la población probablemente condujo a la evolución de la liebre etíope como una especie diferente. En 1990, Flux y Angermann escribieron que es «probablemente» una subespecie de la liebre de la sabana africana o de la liebre de los matorrales (Lepus saxatilis). Normalmente se considera parte del complejo liebre de sabana- liebre de matorral. La guía Kingdon Field Guide to African Mammals también la trata como una subespecie de la liebre del Cabo (Lepus capensis). Un estudio genético sugiere que la liebre etíope desciende recientemente de la liebre abisinia.
Su número cromosómico es probablemente el mismo que el de otras especies de su género. El holotipo fue recolectado por Edward Degen y su localidad tipo es la península de Zege, lago Tana, Etiopía, a una altitud de 1200 m.

## Descripción
La liebre etíope es una liebre de tamaño mediano y color oscuro que mide entre 45 y 54 cm de longitud. Tiene una cola mediana, esponjosa, de 5 a 8,2 cm de longitud, de color blanco-amarillento por debajo, negro por encima y marrón amarillento en los lados. El cráneo mide de 8,33 a 9 cm de longitud. Las alas supraorbitarias son débiles y pequeñas. Los hombros anteriores del hueso de la mejilla son grandes. Tiene un pelaje largo, denso y áspero. Los pelos dorsales tienen una longitud de 2 a 2,5 cm (0,79 a 0,98 pulgadas). Son de color pardo y están finamente ribeteados de negro. El pelaje es gris pálido en la base y tiene bandas terminales de color leonado, bandas subterminales blanquecinas y puntas generalmente negras. El subpelo es gris blanquecino. La cabeza es más oscura que el pelaje dorsal, y la corona (parte superior de la cabeza) es más negra. La barbilla, el vientre y la garganta son blancos. El pelaje ventral es esponjoso y de color blanco. Las partes superiores son marrón ocráceo buff. El color del pecho y de la nuca es leonado. Las orejas son de tamaño mediano, de color marrón claro, y miden de 8,1 a 9,5 cm (3,2 a 3,7 pulgadas) de longitud. Los márgenes exteriores inferiores de las orejas tienen flecos de color beige o blanco, los márgenes exteriores superiores tienen flecos de color beige, y las superficies interiores de la punta de las orejas tienen bordes estrechos y negros. Los dientes incisivos principales tienen surcos profundos completamente rellenos de cemento. Las partes dorsales de los dientes incisivos superiores están inclinadas lateralmente, formando una superficie anterior angulosa. Las patas delanteras son de color marrón canela y tienen pieles de color marrón negruzco en las plantas. Las patas traseras son blancas por debajo y parduscas por encima, y miden de 9 a 11 cm de longitud. Las plantas de las patas traseras tienen pelo marrón jengibre o marrón negruzco.
La liebre abisinia es similar a la etíope, pero tiene un pelaje dorsal suave, orejas más largas y una cola más larga. La liebre etíope de las tierras altas (Lepus starcki) también es una especie parecida, pero tiene las orejas más largas, la cola más larga y los surcos de los principales incisivos superiores no están rellenos de cemento. La liebre del Cabo también es similar a la etíope, pero tiene las orejas más largas, pelaje grisáceo y una mancha nucal de color rosa parduzco.

## Distribución y hábitat
La liebre etíope es endémica de África y se encuentra en la biozona afromontana de Etiopía y en los límites de la biozona de la sabana sudanesa; también está presente al oeste del valle del Rift, en las tierras altas etíopes, y abunda alrededor del lago Tana en Etiopía. También se ha registrado su presencia en el sureste de Sudán y en el extremo noroeste de Kenia.
Ha tomado el hábitat que ocupaba la liebre abisinia. Habita en pastizales, estepas, partes herbáceas de bosques y periferias forestales. Prefiere un hábitat relativamente menos abierto que el de la liebre abisinia, y similar al preferido por la liebre africana de sabana en Kenia. Se encuentra en elevaciones de 500 a 2.500 m (1.600 a 8.200 pies) sobre el nivel del mar. Su distribución es alopátrica o parapátrica con la de la liebre africana de sabana.

## Comportamiento y ecología

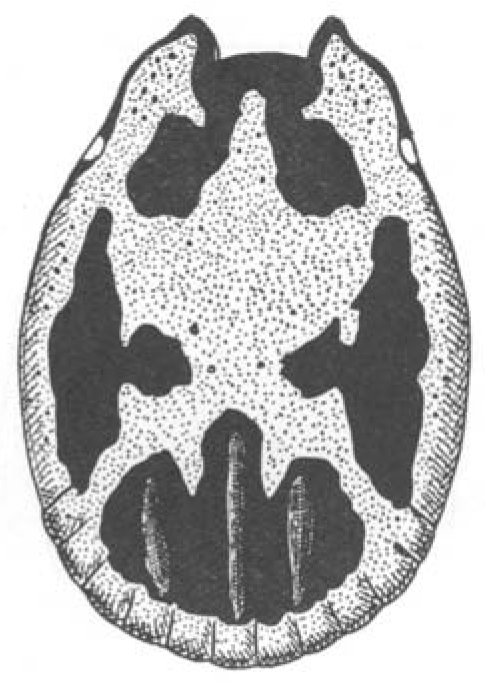
Ornamentación de un macho de R. pulchellus, garrapata conocida por alimentarse de liebres etíopes.

No hay datos sobre su comportamiento, ecología o reproducción. La hiena manchada (Crocuta crocuta) es un depredador de la liebre etíope. Se ha observado que la garrapata Rhipicephalus pulchellus parasita a la liebre etíope.

## Situación y conservación
Desde 1996, la situación de la liebre etíope en la Lista Roja de Especies Amenazadas de la UICN es deficiente. Esto se debe a que, aunque es una especie muy extendida, se sabe muy poco sobre su estado y ecología. El estado actual de su tendencia poblacional no está claro. No se conocen amenazas para la especie. Está presente en el parque nacional de Abijatta-Shalla y en el parque nacional de Gambella. Desde 2019, la Unión Internacional para la Conservación de la Naturaleza la considera una especie de preocupación menor.